# Національні святині України

Обкладинка книги Віктора Вечерського «Втрачені святині» (1999)

Національні святині України — науково-популярна видавнича серія, заснована у 1997 році в рамках Національної програми випуску соціально значущих видань. Книги серії розповідають про релігійну, культурно-історичну та мистецьку спадщину, зосереджену у найвизначніших храмових та монастирських ансамблях України, включаючи і ті, що були знищені протягом XX ст. 
З часу заснування в рамках серії  Державним спеціалізованим видавництвом «Техніка» видано 34 видання. Замовником виступає Державний комітет телебачення і радіомовлення України, який перебрав цю функцію у Міністерства інформації України. 2011 року випуск книг у цій серії припинився.

## Книги серії

### Михайлівський Золотоверхий монастир
Автори: мистецтвознавець  Михайло Дегтярьов і архітектор-реставратор  Андрій Реутов.
Книжку присвячено історії, архітектурі та мистецькому спадку однієї з перлин української культури —  Михайлівському Золотоверхому монастирю, який протягом кількох століть був визначним осередком духовного життя народу. На основі ґрунтовного аналізу історичних джерел автори змальовують яскраві картини з історії монастиря, розповідають про шедеври Михалівського монастиря, як ті, що вціліли, так і ті, що були втрачені.
Дегтярьов М. Г., Реутов А. В. Михайлівський Золотоверхий монастир — К.: Техніка, 1997. — 160 с. ISBN 966-575-021-6
Дегтярьов М. Г., Реутов А. В. Михайлівський Золотоверхий монастир. 2-е видання, стереотипне — К.: Техніка, 1999. — 160 с. ISBN 966-575-021-6

### Храми Чернігова
Автор:  Володимир Віроцький.
У книжці описуються архітектурні та мистецькі скарби стародавнього  Чернігова. Тут, в одному з найкрасивіших міст України, збереглися безцінні перлини архітектури  Київської Русі — уславлені  Спаський,  Борисоглібський та  Успенський собори,  Іллінська і  П'ятницька церкви, а також шедеври, мистецтва  українського бароко. Розповідається, як упродовж останнього тисячоліття розбудовувалися ці національні християнські святині, руйнувалися і знову відроджувалися; про людей, які мали відношення до цього; про шляхи розвитку українського мистецтва.
Віроцький В. Д. Храми Чернігова. — К.: Техніка, 1998. — 207 с. ISBN 966-575-116-6

### Видубицький монастир
Автор: архітектор  Тетяна Кілессо.
Книгу присвячено історії, архітектурі та мистецькій спадщині  Видубицького монастиря. На основі аналізу літературних та архівних джерел, матеріалів археологічних досліджень висвітлюється історія монастиря, етапи формування архітектурного ансамблю, розповідається про твори монументального живопису, скарби монастирської різниці та  монастирський некрополь.
Кілессо Т. С. Видубицький монастир. — К. : Техніка, 1998. — 127 с. ISBN 966-575-171-9

### Церква Покрови Пресвятої Богородиці
Автор:  Віктор Киркевич.
Видання складається з трьох частин: у першій частині даються короткі відомості про 55 церков України, присвячених Покрові; в другій частині розповідається про осіб, причетних до побудови церкви Покрови у  селі Пархомівка Володарського району Київської області; в третій частині йдеться про історію самої цієї церкви.
Киркевич В. Г. Церква Покрови пресвятої богородиці. — К. : Техніка, 1999 р. — 143 с. ISBN 966-575-082-8

### Андріївська церква
Автори: мистецтвознавець  Михайло Дегтярьов і архітектор-реставратор  Валентина Корнєєва.
Книжка присвячена  Андріївській церкві, перлині Києва доби бароко, зведеній у середині XVIII ст. за проектом архітектора Бартоломео Растреллі. Розповідається про історію спорудження церкви, про багатьох майстрів і народних умільців, які брали участь у її створенні, а також про участь у долі Андріївської церкви представників духовенства і багатьох діячів української культури. Велику увагу автори приділяють реставрації пам'ятки. Книга насичена новим, раніше не друкованим матеріалом, і тому становить і науковий інтерес.
Дегтярьов М. Г., Корнеєва В. І. Андріївська церква. — К. : Техніка, 1999 р. — 119 с. ISBN 966-575-122-0

### Монастирі та храми землі сіверської
Автори:  Володимир Віроцький,  Андрій Карнабіда,  Віктор Киркевич.
У книжці, присвяченій 900-літтю утворення  Новгород-Сіверського князівства, розповідається про історичну долю й сучасний стан християнських святинь сіверської землі — храмів і монастирів — та про людей, які їх створили. Описуються безцінні духовні й мистецькі скарби славних у минулому міст:  Новгорода-Сіверського,   Остра, Любеча, Батурина,  Путивля,  СедневГамаліївська,  Козельця,  Сосниці. Ведеться розповідь і про великі монастирі, що були осередками християнської віри, культури й доброчинності: Гамаліївський,  Молчанський,  Домницький,  Данівський,  Крупицько-Батуринський та інші.
Віроцький В. Д., Карнабіда А. А., Киркевич В. Д. Монастирі та храми землі Сіверської. — К. : Техніка, 1999 р. — 231 с. ISBN 966-575-127-1

### Кирилівський монастир
Автор: архітектор  Тетяна Кілессо.
Книжку присвячено одному з колись найбільших і найвпливовіших осередків вітчизняної культури —  Свято-Троїцькому Києво-Кирилівському монастирю, заснованому династією чернігівських князів Ольговичів у XII ст. На основі аналізу креслень та обмірів, літературних і архівних джерел, матеріалів археологічних досліджень висвітлено багату не події історію монастиря, біля керма якого стояли видатні церковно-політичні й культурно-освітні діячі України —  Інокентій Ґізель, Лазар Баранович,  Іван Монастирський,  Дмитро Ростовський, розкрито етапи формування архітектурного ансамблю монастиря у XV-XVIII ст., а також описано твори унікального монументального живопису XII-XIX ст., що збереглись у  Кирилівській церкві. Книга насичена новим, раніше не друкованим матеріалом.
Кілессо Т. С. Кирилівський монастир. — К. : Техніка, 1999 р. — 135 с. ISBN 966-575-177-8

### Собор святої Софії в Києві
Автор:  Надія Нікітенко. 
Пропонується нова концепція бачення  Софійського собору, побудована на багаторічних дослідженнях автора. Цікаво й нетрадиційно розповідається про історію св. Софії, її архітектуру, живопис, про усипальню князів і духовенства в соборі. Вперше розшифровується символіка художнього образу св. Софії, розкривається зміст сюжетів, пояснюється їх зв'язок з історією Русі-України. Незвичною для нашої пам'яткознавчої літератури робиться спроба показати собор як духовну цілісність, місце містичного поєднання людини з богом.
Нікітенко Н. М. Собор святої Софії в Києві. — К. : Техніка, 2000 р. — 230 с. ISBN 966-575-102-6

### Архітектурні та мистецькі скарби Богданового краю
Автор:  Сергій Кілессо.
Книжку присвячено історії, архітектурі та мистецькій спадщині першої гетьманської столиці Чигирина, резиденції  Богдана Хмельницького в селі  Суботові й  Мотронинському Свято-Троїцькому монастирю в  Холодному Яру. На основі археологічних досліджень, пошуків нових історичних джерел в архівах Києва, Львова, Москви, Санкт-Петербурга, Варшави, Кракова, Парижа, Дюнкерка автор виявив матеріали, за якими створено науково обґрунтовані проекти реставрації  Іллінської церкви-фортеці в Суботові — усипальниці Богдана Хмельницького, архітектурного ансамблю Мотронинського монастиря, замку в Чигирині, комплексу історичних адміністративних споруд, а також збудовано ошатну каплицю Покрови Пресвятої Богородиці, в крипті якої перепоховано сподвижників гетьмана.
Кілессо С. К. Архітектурні та мистецькі скарби Богданового краю. — К. : Техніка, 2000 р. — 143 с. ISBN 966-575-008-9

### Золоті ворота в Києві
Автори:  Сергій Висоцький. 
Книжка доктора історичних наук С. О. Висоцького, одного з авторів проекту відтворення Золотих воріт, знайомить читачів з історією, дослідженнями та первісним виглядом споруди, а також із заходами, що вживаються для її збереження. Книга є українським перекладом з російського видання 1982 року, з післямовою  С. К. Кілессо, в якій розповідається про хід відбудови воріт.
Висоцький С. О. Золоті ворота в Києві. — К. : Техніка, 2000 р. — 159 с. ISBN 966-575-192-1

### Почаївська Свято-Успенська лавра
Автори:  Петро Ричков,  Віктор Луц. 
Книжку присвячено історичному минулому, архітектурній і мистецькій спадщині одного з найвизначніших монастирських ансамблів Західної України — Почаївської Свято-Успенської лаври, яка здавна відігравала роль провідного духовного осередку на  Волині. Ґрунтуючись на численних літературних та архівних джерелах і на власних дослідницьких розвідках, автори відтворюють широке тло історичної далі монастиря, аналізують його просторовий розвиток упродовж століть, розповідають про втрачені й існуючі архітектурні пам'ятки, про найвизначніші творіння іконописного, різьбярського та живописного мистецтва, що містяться нині в лаврських святинях.
Ричков П., Луц В. Почаївська Свято-Успенська лавра. — К. : Техніка, 2000. — 136 с. ISBN 966-575-133-6

### Християнські святині Кам'янця на Поділлі
Автор:  Ольга Пламеницька. 
На основі матеріалів і досліджень представлено історико-архітектурний нарис про храмове будівництво міста-фортеці  Кам'янця-Подільського. Упродовж кількох століть тут співіснували три християнські громади українців, вірменів та поляків, які створили урбаністичний феномен світового рівня. Старе місто Кам'янця-Подільського оголошене в 1988 році  Національним істрико-архітектурним заповідником, пропонується для включення до  Списку всесвітньої спадщини ЮНЕСКО. 
Пламенецька О. Християнські святині Кам'янця на Поділлі. — К.: Техніка, 2001. — 304 с. ISBN 966-575-029-1

### Архітектурно-мистецька спадщина князів Острозьких
Автори:  Петро Ричков,  Віктор Луц. 
Книжку присвячено самобутній архітектурно-мистецькій спадщині, пов'язаній за своїм походженням зі славнозвісною родиною українських князів  Острозьких — видатних політичних, воєнних, релігійних і культурних діячів вітчизняної історії доби пізнього середньовіччя. Узагальнюючи літературні та архівні джерела і ґрунтуючись на власних спостереженнях та аналітичних розвідках, автори відтворюють історичне тло меценатської діяльності декількох поколінь цих «некоронованих королів Русі», висвітлюють найпомітніші князівські ініціативи в розбудові існуючих і заснуванні нових міст, спорудженні замкових комплексів, у фундації низки самобутніх храмів і монастирських ансамблів, а також простежують меценатський внесок князів Острозьких у становлення й розвиток друкарського, живописного, скульптурного, ливарного та декоративно-прикладного мистецтва.
Ричков П., Луц В. Архітектурно-мистецька спадщина князів Острозьких. — К. : Техніка, 2002. — 168 с. ISBN 966-575-035-6

### Подільські храми Києва
Автори:  Лариса Толочко,  Михайло Дегтярьов. 
Поділ один із найдавніших торговельно-ремісничих районів Києва, де здавна будувалися християнські храми. Багато сакральних споруд Подолу стали шедеврами будівничого мистецтва. В книзі розповідається про відновлення  храму Богородиці Пирогощої, наводиться історія найдавнішої церкви Подолу, де правили Божу службу ще до прийняття християнства, за часів Аскольда,  Іллінської. Особливу увагу приділено храмам часів бароко і класицизму. Книга знайомить з широкою панорамою культового і духовного життя нашого народу.
Толочко Л., Дегтярьов М. Подільські храми Києва. — К. : Техніка, 2002. — 176 с. ISBN 966-575-036-4

### Братський Богоявленський монастир і Києво-Могилянська академія
Автор: архітектор  Тетяна Кілессо.
Кілессо Т. С. Братський Богоявленський монастир і Києво-Могілянська академія. — К. : Техніка, 2002. — 142 с. : іл. ISBN 966-575-190-5

### Православні святині Луцька
Автор:  Богдан Колосок. 
Ця книжка про православні храми і монастирі  Луцька. Створювали їх конкретні люди — меценати, архітектори та фахівці багатьох інших ремесел. У міру обсягу книжки ви дізнаєтесь про деяких з них і про їх творіння. Знання ці дійшли до нас завдяки зусиллям тих, хто усвідомлюючи відповідальність за зв'язок поколінь, закарбував давні події для нащадків. Про них також розповідається в цій книжці. Для всіх, хто відчував себе спадкоємцем минулих поколінь і понесе їх досвід у майбутнє.
Колосок Б. В. Православні святині Луцька [Текст] / Б. В. Колосок. — К. : Техніка, 2003. — 292 с. : іл. ISBN 966-575-151-4

### Києво-Печерська лавра
Автор:  Сергій Кілессо. 
У книжці розповідається про  Києво-Печерську лавру. Від часу її заснування преподобними Антоніем і Феодосіем, які оселилися в печерах, минуло понад 950 років. За цей період монастир пережив цікаву й непросту, багату подіями і видатними людьми історію, а його архітектурний ансамбль, над створенням якого впродовж сторіч працювали вправні давньоруські будівничі, здібні українські майстри й талановиті чужинці, стоїть у ряду найвидатніших надбань світової культури.
Кілессо С. К. Києво-Печерська Лавра, — К., Техніка, — 2003. — 200 стор.: іл. ISBN 966-575-016-X

### Втрачені святині
Автор:  Віктор Вечерський.
Книгу присвячено втраченим протягом XX століття найвизначнішим пам'яткам культової архітектури різних конфесій (православної, католицької, юдейської) більшості регіонів України.
Вечерський В. В. Втрачені святині. — К. : Техніка, 2004. — 174 с. : іл. ISBN 966-575-181-6

### Храми Звенигородщини
Автор:  Станіслав Лячинський. 
Лячинський С. С. Храми Звенигородщини. — К. : Техніка, 2004. — 78 с. : іл. ISBN 966-575-057-7

### Дерев'яні храми Полісся
Автор: Віктор Завада.
Завада В. Т. Дерев'яні храми Полісся. — К. : Техніка, 2004. — 165 с.: іл. ISBN 966-575-122-0

### Римо-католицькі костьоли Києва та Київщини
Автор:  Олена Горбик.
Горбик О. О. Римо-католицькі костьоли Києва та Київщини. — К. : Техніка, 2004. — 126 с. ISBN 966-575-047-X

### Володимирський собор у Києві
Автор:  Віктор Киркевич.
Книгу присвячено одній з найсуперечливіших споруд Києва —  Володимирському собору. Досі не вщухають спори навколо цього храму, але усі згодні з тим, що Володимирський собор є справжньою перлиною Києва. Висвітлені історія спорудження собору, неповторні розписи цілого сузір'я видатних митців, долі тих хто так чи інакше мав відношення до цього храму. Багато ілюстрацій, чимало з яких публікується вперше, допоможуть детально роздивитися те, що випадає з уваги під час огляду собору.
Киркевич В. Г. Володимирський собор у Києві. — К. : Техніка, 2004. — 206 с. : іл. ISBN 966-575-097-6

### Римо-католицькі святині Луцька
Автор:  Богдан Колосок. 
Колосок Б. В. Римо-католицькі святині Луцька. — К. : Техніка, 2004. — 222 с. ISBN 966-575-107-7

### Преображенський кафедральний собор у Житомирі
Автори:  Микола Костриця,  Георгій Мокрицький.
Костриця М. Ю., Мокрицький Г. П. Преображенський кафедральний собор у Житомирі. — К. : Техніка, 2004. — 142 с. ISBN 966-575-137-9

### Святогірська Свято-Успенська лавра
Автор:  Володимир Дєдов
Дєдов В. М. Святогірська Свято-Успенська лавра. — К. : Техніка, 2004. — 147 с.

### Сакральне мистецтво Володимира-Волинського
Автор:  Петро Ричков.
Ричков, П. А. Сакральне мистецтво Володимира-Волинського. — К. : Техніка, 2004. — 190 с. ISBN 966-575-077-1

### Монастирі та храми Волинського краю
Автор:  Оксана Годованюк. 
Книга розповідає про монастирі і храми  Волині від найдавніших літописних городищ до храмів початку XX ст. Наводяться результати археологічних розкопок та архівних досліджень.
Годованюк О. М. Монастирі та храми Волинського краю. — К. : Техніка, 2004. — 178 с.: іл. ISBN 966-575-072-0

### Пам'ятник святому князю Володимиру в Києві
Автори:  Лариса Толочко,  Оксана Грибовська.
Автори розгортають перед читачем складний процес створення пам'ятника великому князю київському Володимиру — першого скульптурного монумента в місті, простежують усі етапи його будівництва, подають коротку інформацію про творчий доробок відомих митців, які працювали над київським монументом. На основі аналізу літературних та архівних джерел висвітлено роль у створенні монумента представників духовенства, а також визначних діячів української і російської культур.
Толочко Л. І., Грибовська О. В. Пам'ятник святому князю Володимиру в Києві. — К.: Техніка, 2007. — 144 с.: іл. ISBN 966-575-058-5 (link)

### Дерев'яні храми Українських Карпат
Автор:  Леонід Прибєга.
Подається комплексна характеристика народного храмового будівництва Українських Карпат. Розглядаються визначні пам'ятки дерев'яної храмової архітектури галицької, бойківської, лемківської, гуцульської то буковинської шкіл традиційної архітектурної творчості. Книжка покликана сприяти популяризації та збереженню пам'яток народної храмової архітектури карпатського краю.
Прибєга Л. В. Дерев'яні храми Українських Карпат. — К. : Техніка, 2007. — 168 с. ISBN 966-575-028-3

### Гетьманська столиця Батурин
Автори:  Володимир Віроцький,  Віктор Киркевич.
У книзі розповідається про долю містечка, що тісно пов'язана з боротьбою українського народу за свою незалежність, про спроби назавжди стерти з людської пам'яті навіть його назву, про розпочату відбудову найвидатніших духовних і архітектурних пам'яток Батурина, який має стати одним з найвідоміших і найвідвідуваніших міст нашої держави та свідченням шани до відомих і невідомих героїв України, чий дух живе в нашому народові.
Киркевич В. Г., Віроцький В. Д. Гетьманська столиця Батурин. — К. : Техніка, 2007. — 192 с. ISBN 966-575-138-7

### Монастирі та храми Путивльщини
Автор:  Віктор Вечерський.
Книгу присвячено православним монастирям і церквам XVII — початку XX століть міста  Путивля Сумської області та його округи на відзначення 600-ліття об'явлення… чудотворної ікони Мовчанської Богородиці. Автор книги досліджував ці пам'ятки церковної архітектури протягом останніх 25 років. Книга містить загальну історичну розвідку про місто Путивль та його околиці, а також історико-архітектурні нариси про визначні путивльські храми, Спасо-Преображенський собор,  Мовчанський монастир Різдва Богородиці, заміський Софроніївський монастир і храми приміських сіл. Книгу ілюстровано унікальними малюнками й фотографіями, у тому числі й архівними. 
Вечерський В. В. Монастирі та храми Путивльщини. — К. : Техніка, 2007. ISBN 966-575-043-7

### Собор Святого Юра у Львові
Автори: Володимир Александров,  Петро Ричков.
До чималого переліку культурної спадщини людства, справжніх неоціненних скарбів на теренах України належить і собор святого Юра у стародавній столиці Галичини, в чудовому місті Львові. Ця неповторна християнська святиня була, є і завжди буде величним символом Української Греко-Католицької Церкви. У книжці розповідається про історичні віхи у житті святині. Текст супроводжується ілюстративним рядом — фотографіями, схемами, малюнками. На підставі значного масиву літературних, музейних та архівних джерел висвітлюються суспільно-історичні обставини становлення та еволюції Святоюрського ансамблю, розповідається про архітектурно-стилістичні особливості храму та всього комплексу споруд, які належать до найкращих здобутків вітчизняної культури. Для істориків, архітекторів, мистецтвознавців та широкого кола читачів.
Александрович В., Ричков П. Собор Святого Юра у Львові. — К. : Техніка, 2007. — 232 с. ISBN 978-966-575-048-2

### Православні святині Сумщини
Автор:  Віктор Вечерський.
Книга присвячена православним монастирям і церквам  Сумської області XVII — початку XX ст. Автор досліджував ці пам'ятки церковної архітектури протягом останніх 25 років. Ця книга — історична довідка про Сумщину та її найвизначніші історичні міста, основні храми і монастирі краю, як збережені, так і частково втрачені.
Вечерський В. В. Православні святині Сумщини. — К. : Техніка, 2009. — 221 с. — ISBN 978-966-575-157-1

### Храм святого Василія в Овручі
Автори:  Микола Костриця,  Ольга Михайлишин.
Костриця М. Ю., Михайлишин О. Л. Храм Святого Василія в Овручі. — К.: Техніка, 2011. - 96 с.